# Лісабонська академія наук
Лісабо́нська акаде́мія нау́к (порт. Academia das Ciências de Lisboa) — національна академія наук в Португалії. Розташована у столичному місті Лісабоні. Підпорядковується уряду країни, міністерству науки, технології і вищої освіти. Заснована 24 грудня 1779 року з приватної ініціативи португальських урядовців. У 1783—1910 роках перебувала під патронатом португальських королів, носила ім'я Королівської академії наук (порт. Real Academia das Ciências). Займається розвитком науки і освіти в країні з метою просування наукового прогресу і добробуту в Португалії. Офіційний орган, який регулює питання португальської мови у Португалії. Одна з найпрестижніших наукових установ країни. Очолюється президентом. Керується на основі статуту. Поділяється на 2 класи (відділи): природничих наук (порт. Classe de Ciências) і гуманітарних наук (порт. Classe de Letras). Кожен клас складається з 90 академіків — 30 повних членів та 60 членів-кореспондентів. Партнер Лондонського королівського товариства.